# Амфиболит
Амфиболит (енгл. Amphibolite, фр. Amphibolite, рус. Амфиболит) је средњозрна метаморфна стена изграђена у основи од хорнбленде и плагиокласа. Може садржавати у малим количинама гранат, епидот, биотит, кварц. 
Чести споредни састојци: сфен, апатит, илменит. Обично масивне текстуре, ређе са наглашеном паралелном оријентацијом хорнбленде — амфиболитски шкриљац.
Настаје регионалним метаморфизмом базичних магматских стена — ортоамфиболити, или нечистих кречњачких и доломитичних стена — параамфиболити.